# ヴェロニカ・フロンチェコバ
ヴェロニカ・フロンチェコバ（Veronika Hrončeková、1990年1月2日 - ）は、スロバキアの元女子バレーボール選手。現役時代のポジションはミドルブロッカー。元スロバキア代表。

## 来歴
- クラブチーム

ズヴォレン出身。2004年、VK Slávia EU Bratislavaへ入団。6年間所属し、国内リーグで優勝2回、準優勝3回を経験した。2010/11シーズンにチェコのVKプロスチェヨフへ移籍し、在籍した3年間でチェコ・エクストラリーガで3連覇を果たした。2013年、ドイツブンデスリーガのシュヴェリーンSCと契約しレギュラーとして活躍をみせ、2014/15,2015/16シーズンのブンデスリーガで3位となった。2016/17シーズンはVfB Suhl Lotto Thüringenでプレーした。2017/18シーズンはルーマニアのCSM Târgovișteと契約し、ルーマニアカップでは3位となりベストミドルブロッカー賞を受賞した。2018/19シーズンはStrabag VC FTVS UK Bratislavaへ加入し、国内リーグで準優勝しベストミドルブロッカー賞を受賞した。2019/20シーズンからはイスラエルのHapoel Kfar Sabaでプレーし、2020年に現役を引退した。
- 代表チーム

2007年、シニア代表に初選出され、欧州選手権に出場した。欧州選手権には2009年、2019年大会に出場した。

## 球歴
- 欧州選手権 - 2007年、2009年、2019年

## 受賞歴
- 2018年　ルーマニアカップ　ベストミドルブロッカー賞
- 2019年　スロバキア国内リーグ　ベストミドルブロッカー賞

## 所属クラブ
- VK Slávia EU Bratislava（2004-2010年）
- VKプロスチェヨフ（2010-2013年）
- シュヴェリーンSC（2013-2016年）
- VfB Suhl Lotto Thüringen（2016-2017年）
- CSM Târgoviște（2017-2018年）
- Strabag VC FTVS UK Bratislava（2018-2019年）
- Hapoel Kfar Saba（2019-2020年）